# Демон сидящий
«Демон сидящий» (1890) — картина русского художника Михаила Врубеля. Экспонируется в Государственной Третьяковской галерее в Москве.

## История создания
В 1896 году Врубель работал над эскизами декораций к опере А. Г. Рубинштейна «Демон». В 1891-м году, к 50-летию со дня смерти М. Ю. Лермонтова, Врубель по приглашению С. И. Мамонтова и издателя П. П. Кончаловского (старшего) участвовал в подготовке иллюстрированного издания сочинений поэта. Демон Врубеля в этих иллюстрациях и последующих 1899 года отличается от лермонтовского влюблённого бога — он обуреваем гордыней (в записках Врубеля есть философские размышления о «возможности и необходимости бытия»).
Эскиз картины был создан в 1890 году, он хранится в Государственной Третьяковской галерее в Москве. Врубель писал картину «Демон сидящий» в Москве в доме Саввы Мамонтова. Картина поступила в музей в 1917 году из собрания В. О. Гиршмана. Произведение записано в инвентарной книге Государственной Третьяковской галереи под номером 5600.

## Тема
Тема картины навеяна поэмой Лермонтова «Демон»:

Печальный Демон, дух изгнанья,
Летал над грешною землей,
И лучших дней воспоминанья
Пред ним теснилися толпой…
И над вершинами Кавказа
Изгнанник рая пролетал:
Под ним Казбек, как грань алмаза,
Снегами вечными сиял
М. Ю. Лермонтов. Демон

Врубель писал о своей работе: Демон — дух не столько злобный, сколько страдающий и скорбный, при всём этом дух властный, величавый.
Демон — образ смятённого духа, внутренней борьбы, сомнений. Трагически сцепив руки, Демон сидит с печальными, направленными вдаль огромными глазами, в окружении невиданных цветов. Фоном картины является горная местность в алом закате. Картина написана в индивидуальном стиле Врубеля с эффектом кристаллических граней, что делает его картины более похожими на витражи или панно. Такого эффекта художник добился с помощью плоских мазков, выполненных мастихином. Лицо своего демона Врубель наделил "женскими" чертами. Возможно, он желал выразить нечто среднее между мужской и женской стихиями природы.
Работа над образами «Демона» занимала художника долгие годы, причём он одновременно трудился над образами Богоматери (начиная с росписей Кирилловской церкви в Киеве, 1884) и «восставшего бога», причём «не видел в этом ничего кощунственного, потому что демон у него — не дьявол, а олицетворение мятущейся человеческой души, закованной в материальное тело. Демон Врубеля — образ смятённого человеческого духа, внутренней борьбы, сомнений.
В 1899 году художник написал картину «Демон летящий». В 1901—1902 годах он мучительно дописывал свою последнюю работу — «Демон поверженный», в которой герой находится на грани гибели.

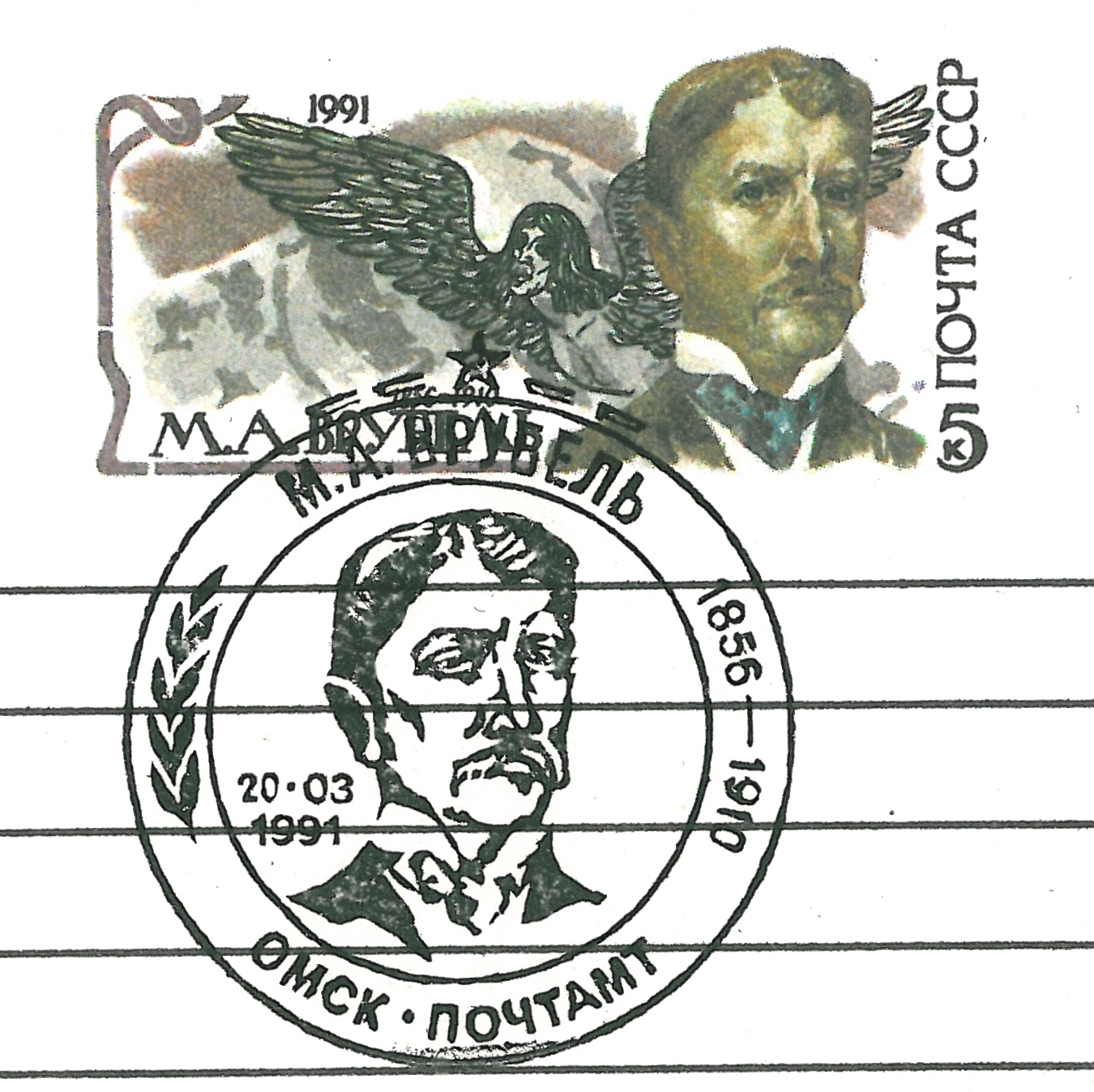
«135 лет со дня рождения М. Врубеля». На марке изображён демон летящий, 1991

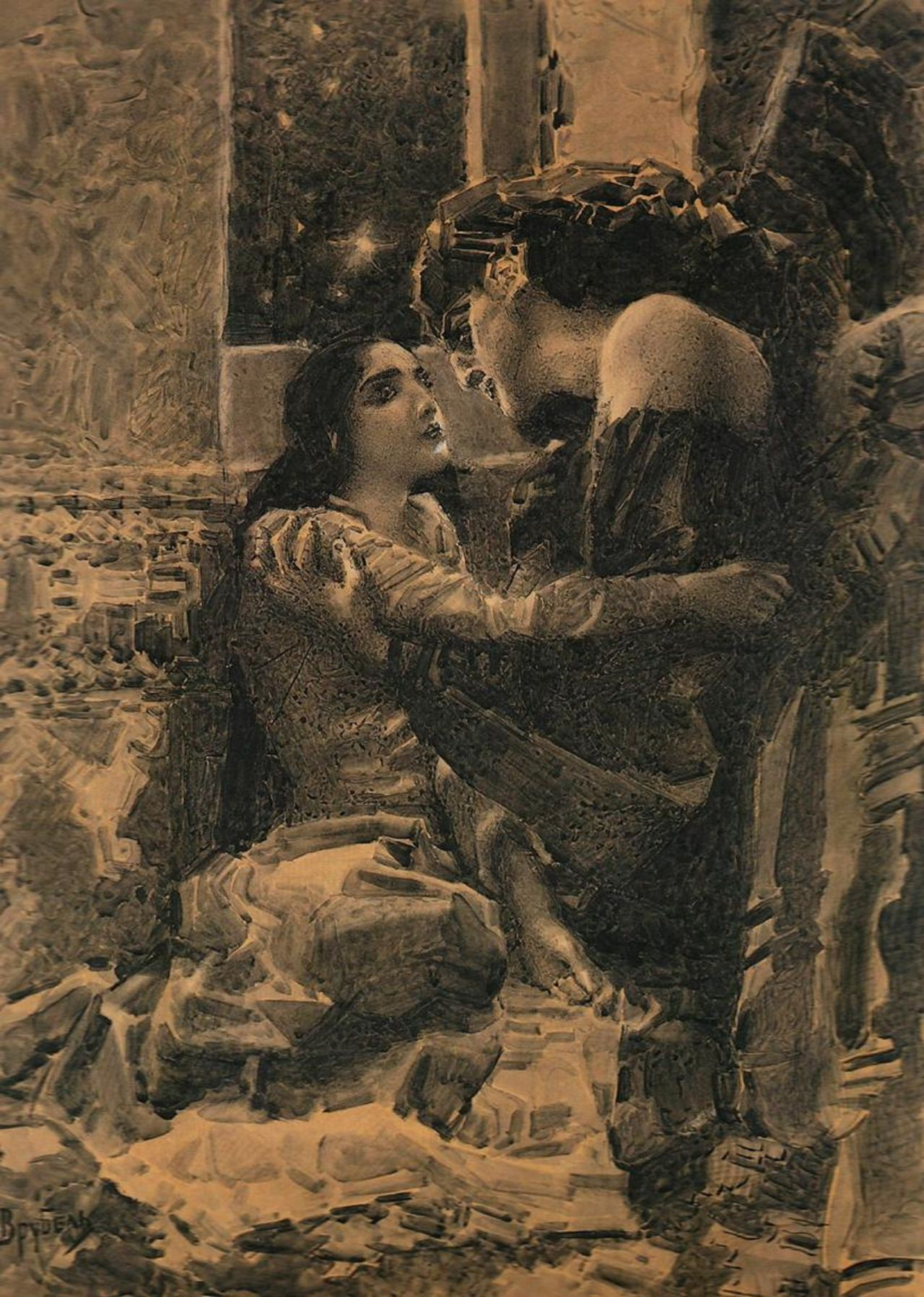
Тамара и Демон. Иллюстрация к поэме М. Ю. Лермонтова, 1890. Коричневая бумага, итальянский карандаш, белила. Государственная Третьяковская галерея, Москва
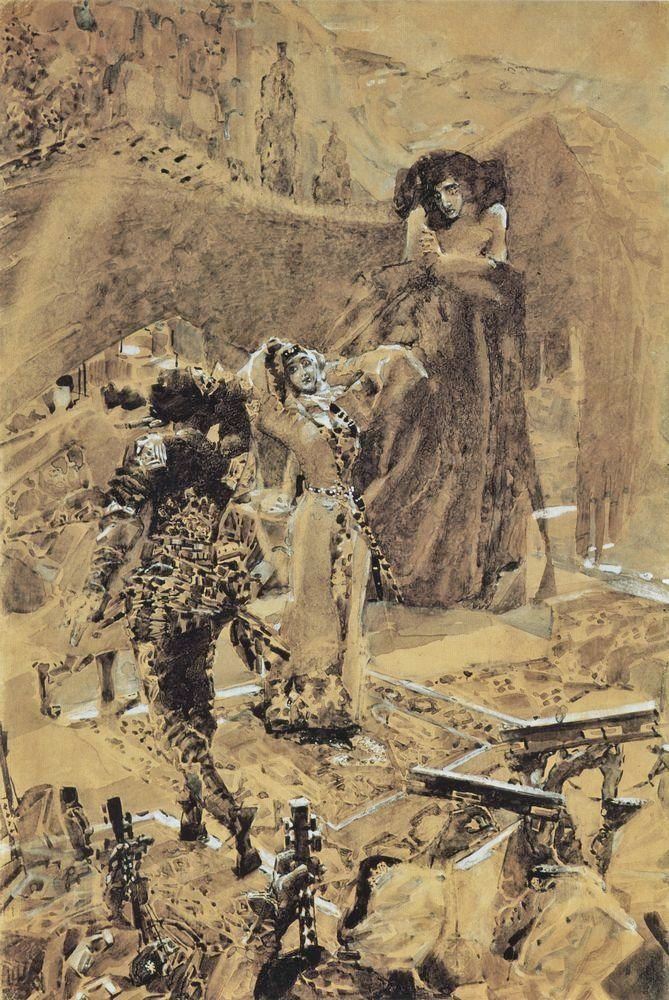
Демон, смотрящий на танец Тамары. Иллюстрация к поэме М. Ю. Лермонтова, 1890. Бумага, акварель, итальянский карандаш, белила. Государственная Третьяковская галерея, Москва
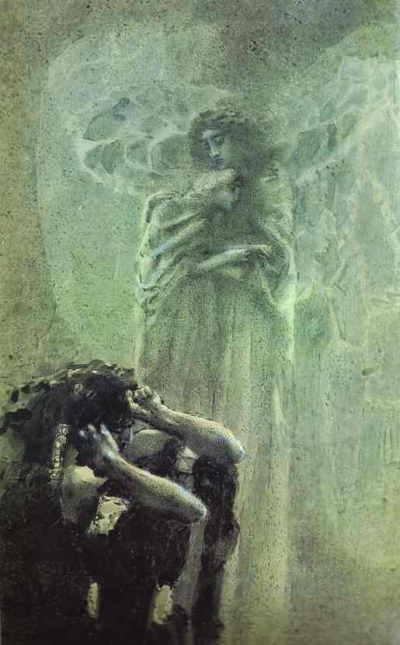
Демон и ангел с душой Тамары. Иллюстрация к поэме М. Ю. Лермонтова, 1890. Бумага, акварель, белила. Государственная Третьяковская галерея, Москва
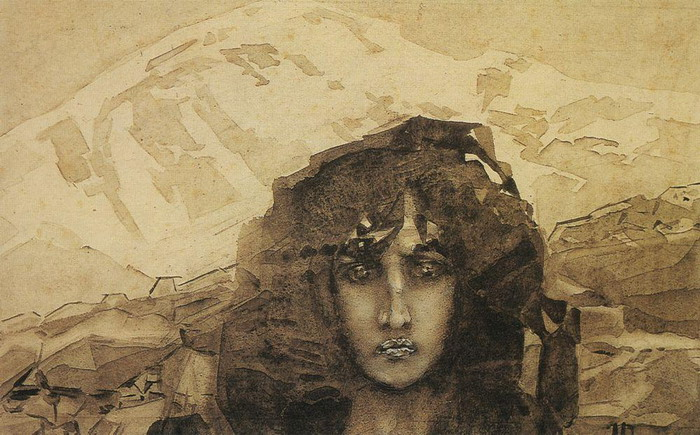
Демон. 1891. Иллюстрация к поэме М. Ю. Лермонтова, 1890. Бумага, чёрная акварель, белила. Национальный музей русского искусства, Киев
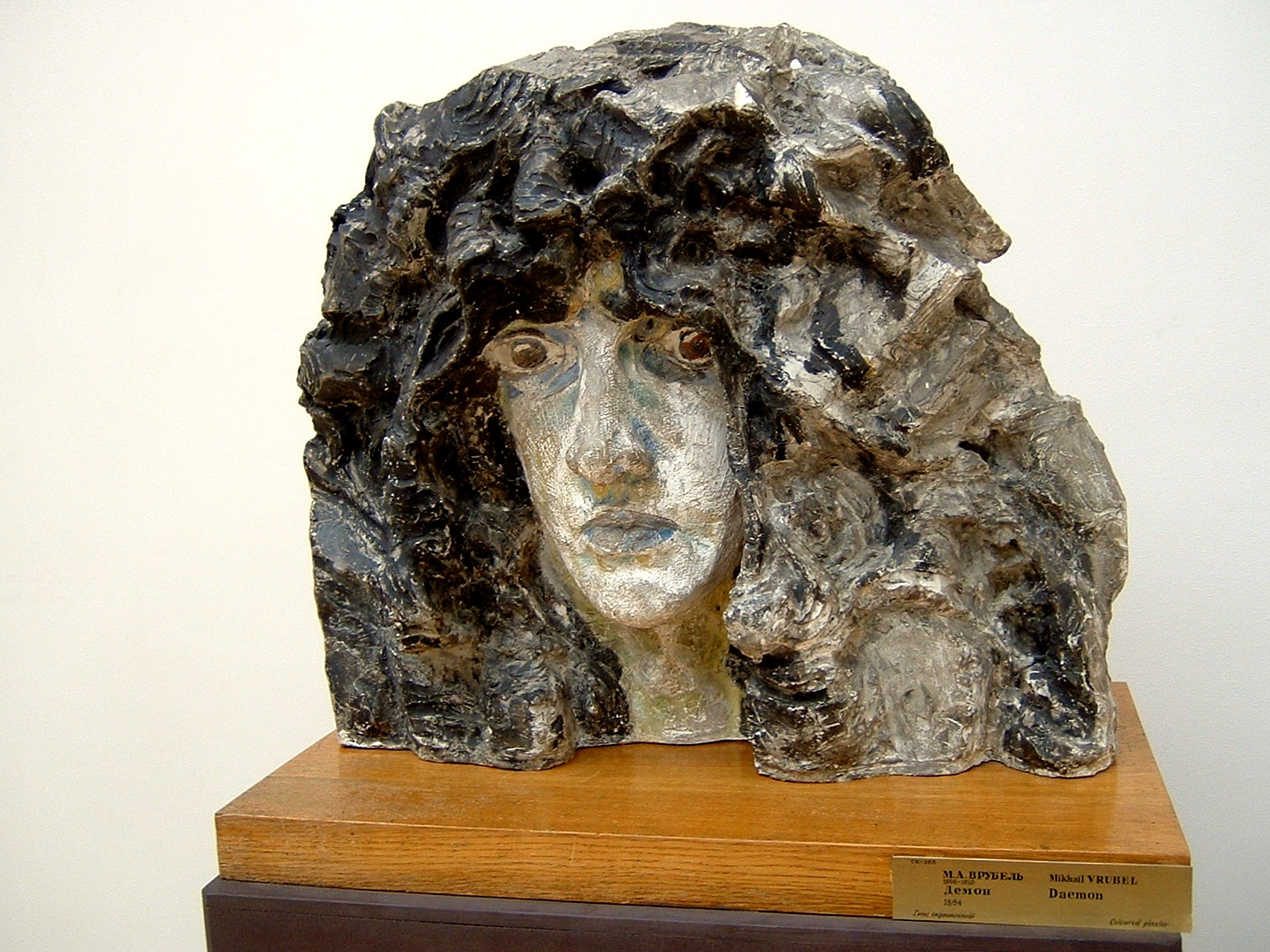
Голова демона. 1894. Керамика. Государственный Русский музей, Санкт-Петербург
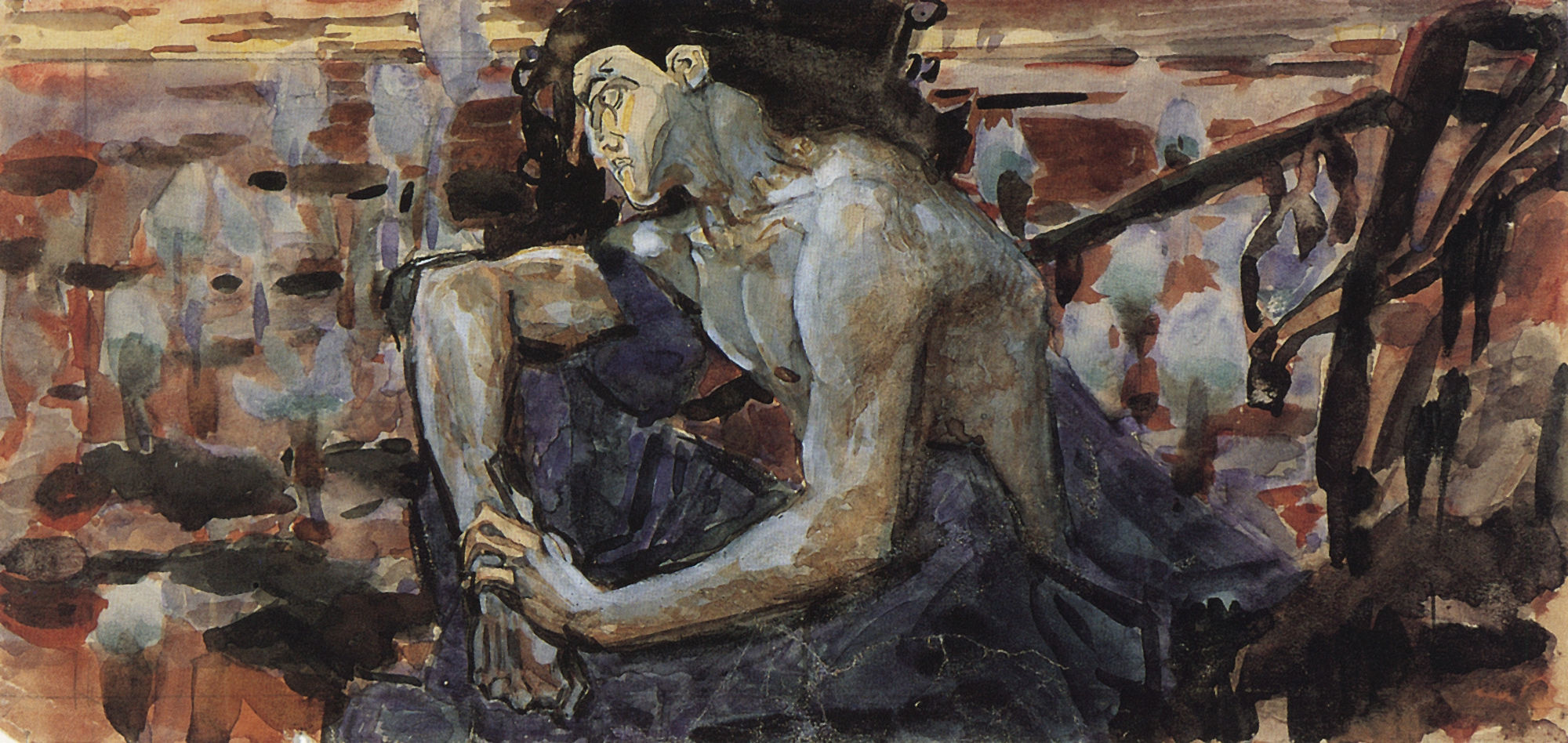
Сидящий демон. Эскиз картины. 1890. Бумага, акварель, белила. Государственная Третьяковская галерея, Москва
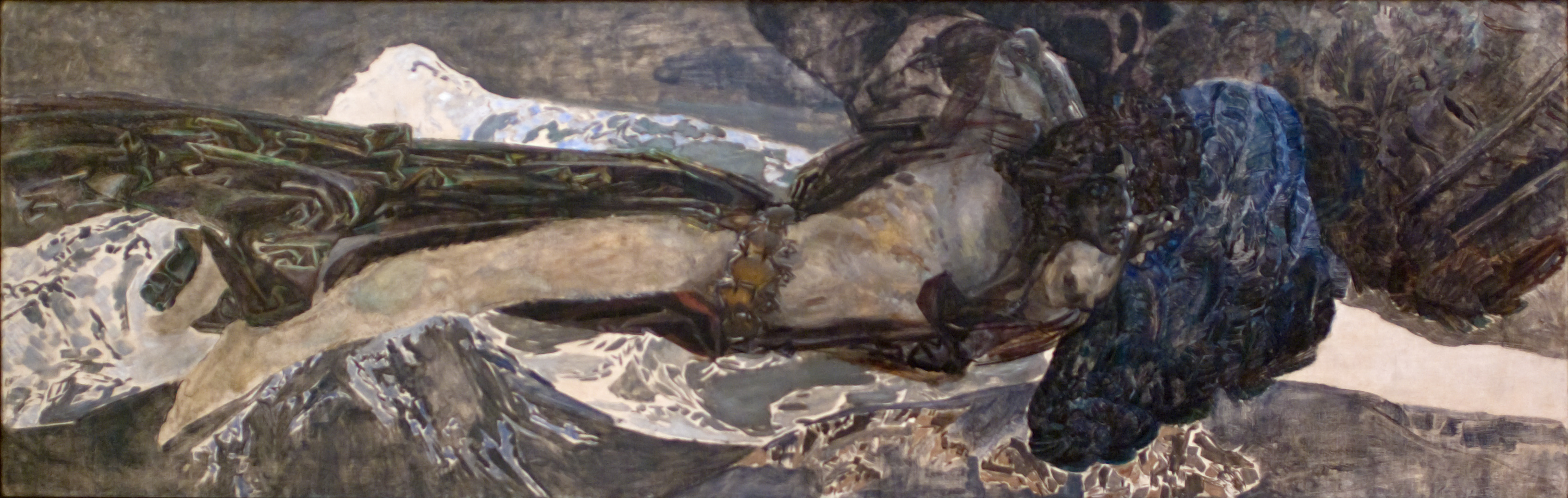
Летящий демон. 1899. Холст, масло. Государственный Русский музей, Санкт-Петербург